# هيو ماكدونالد (مخرج)
هيو ماكدونالد (بالإنجليزية: Hugh MacDonald)‏ هو مخرج نيوزلندي، ولد في 1 ديسمبر 1943.

## وصلات خارجية
- الموقع الرسمي
- هيو ماكدونالد على موقع IMDb (الإنجليزية)
- هيو ماكدونالد على موقع كينوبويسك (الروسية)